# St. Mariä Himmelfahrt (Schongau)

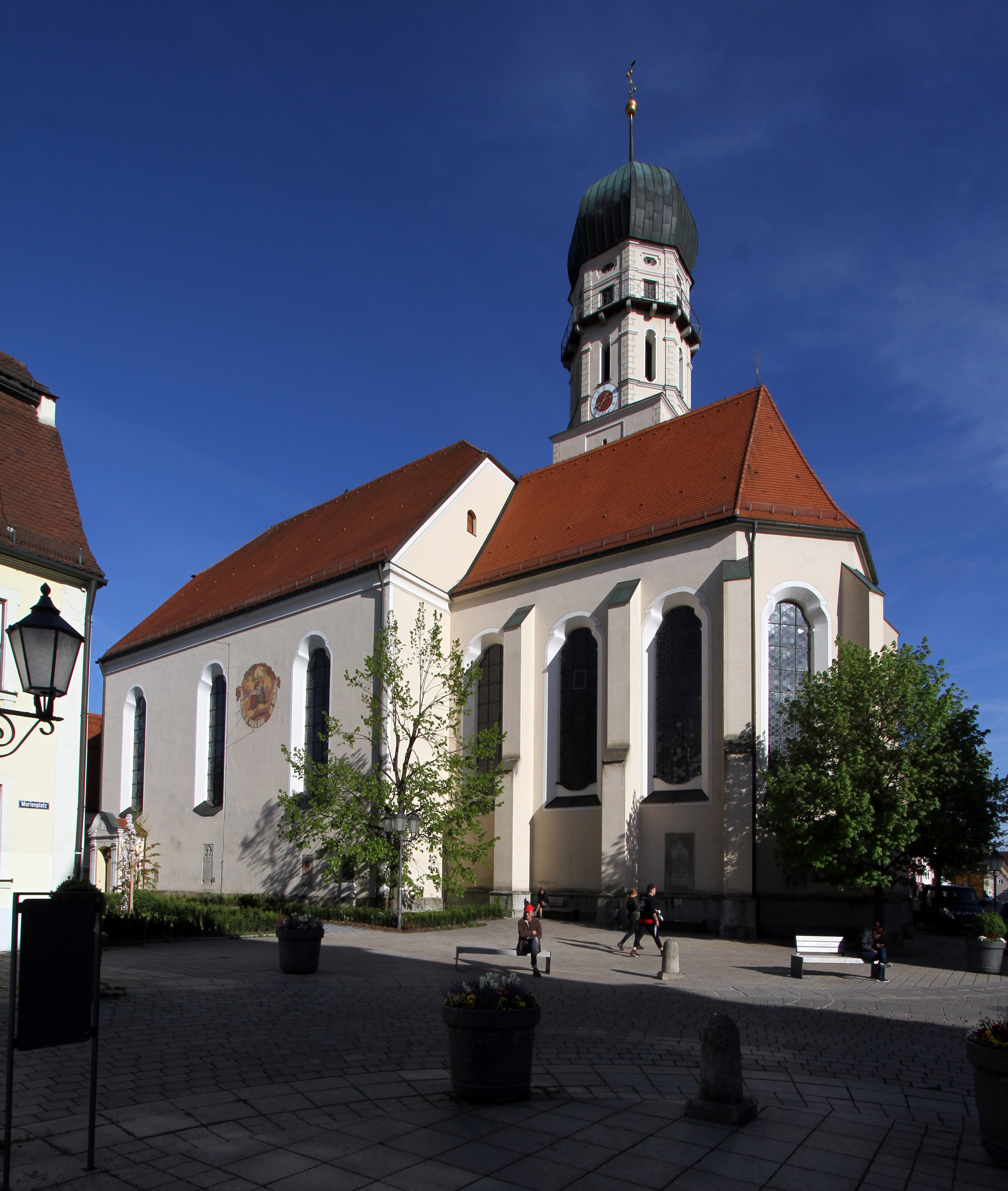
Mariä Himmelfahrt (Schongau)

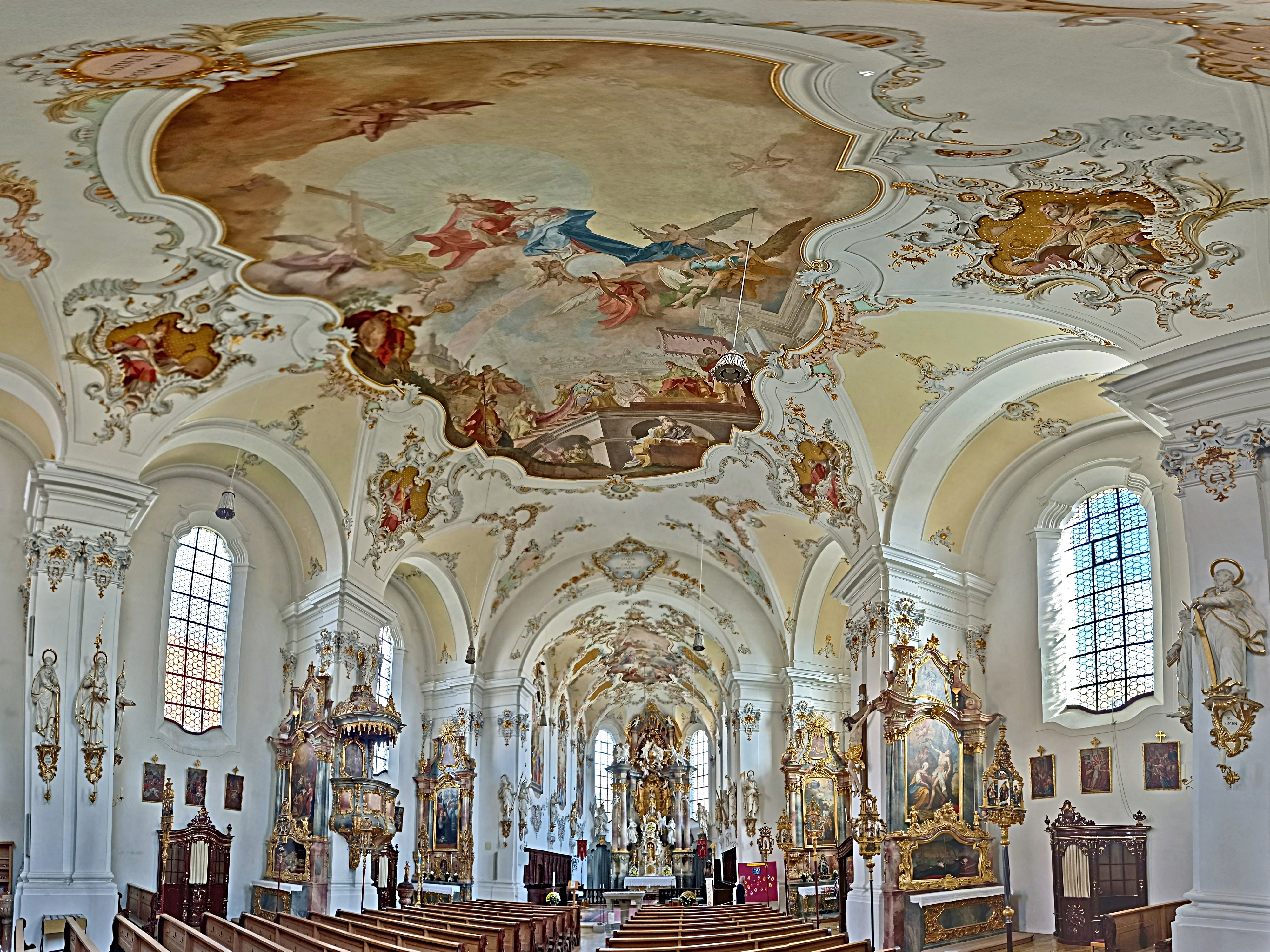
Innenansicht

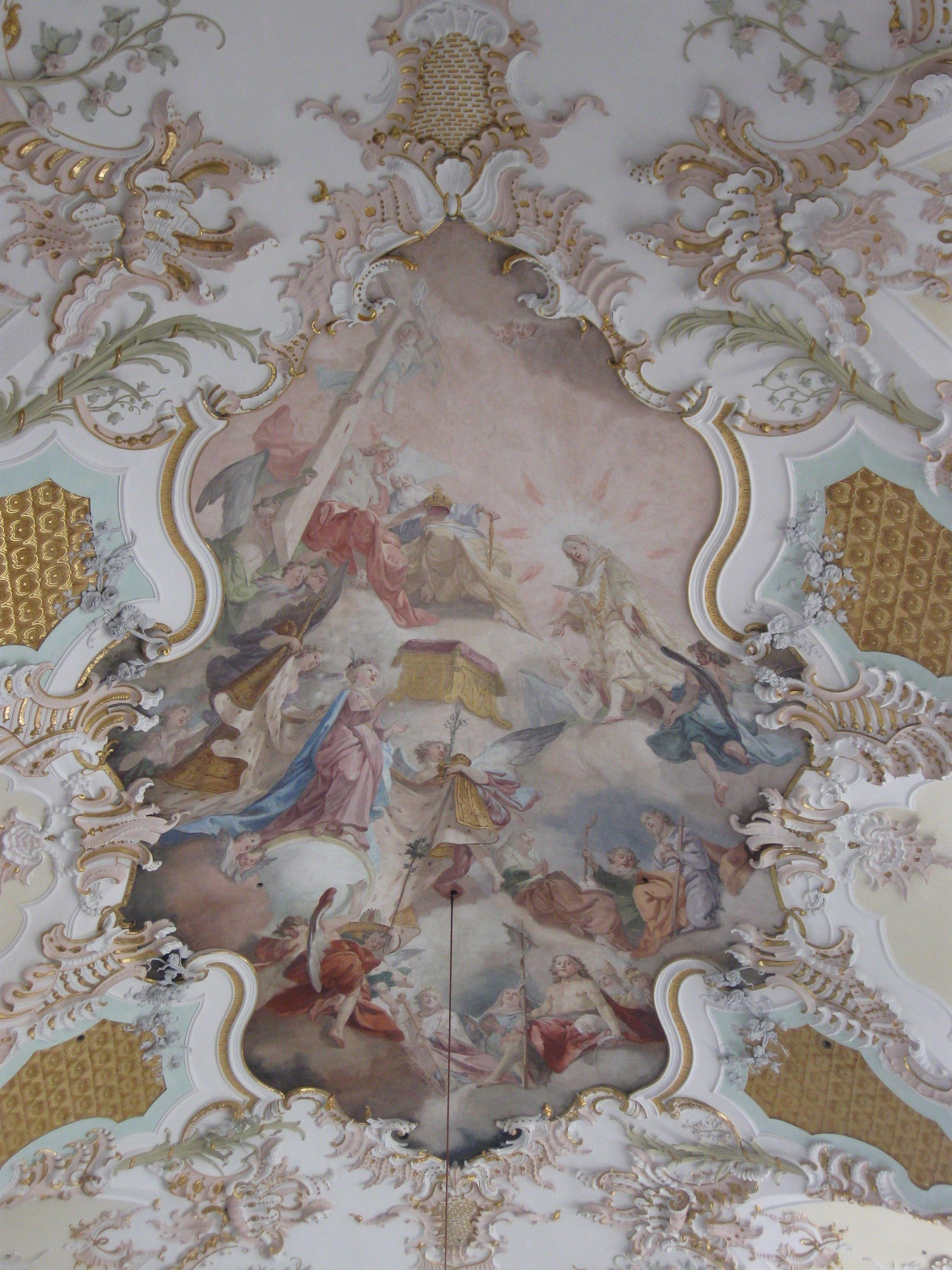
Deckengemälde im Chor

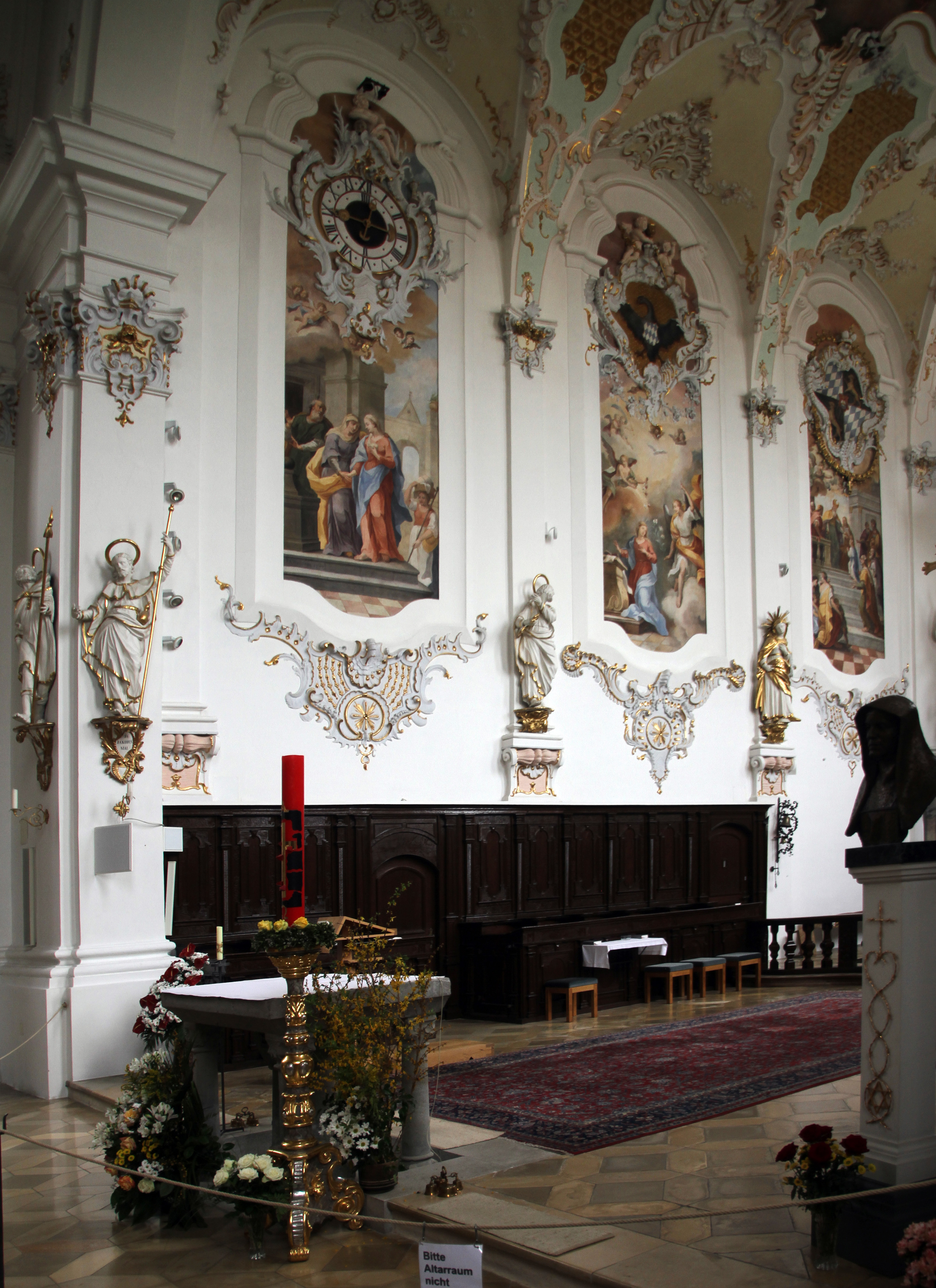
Gemälde im Innern des Chors

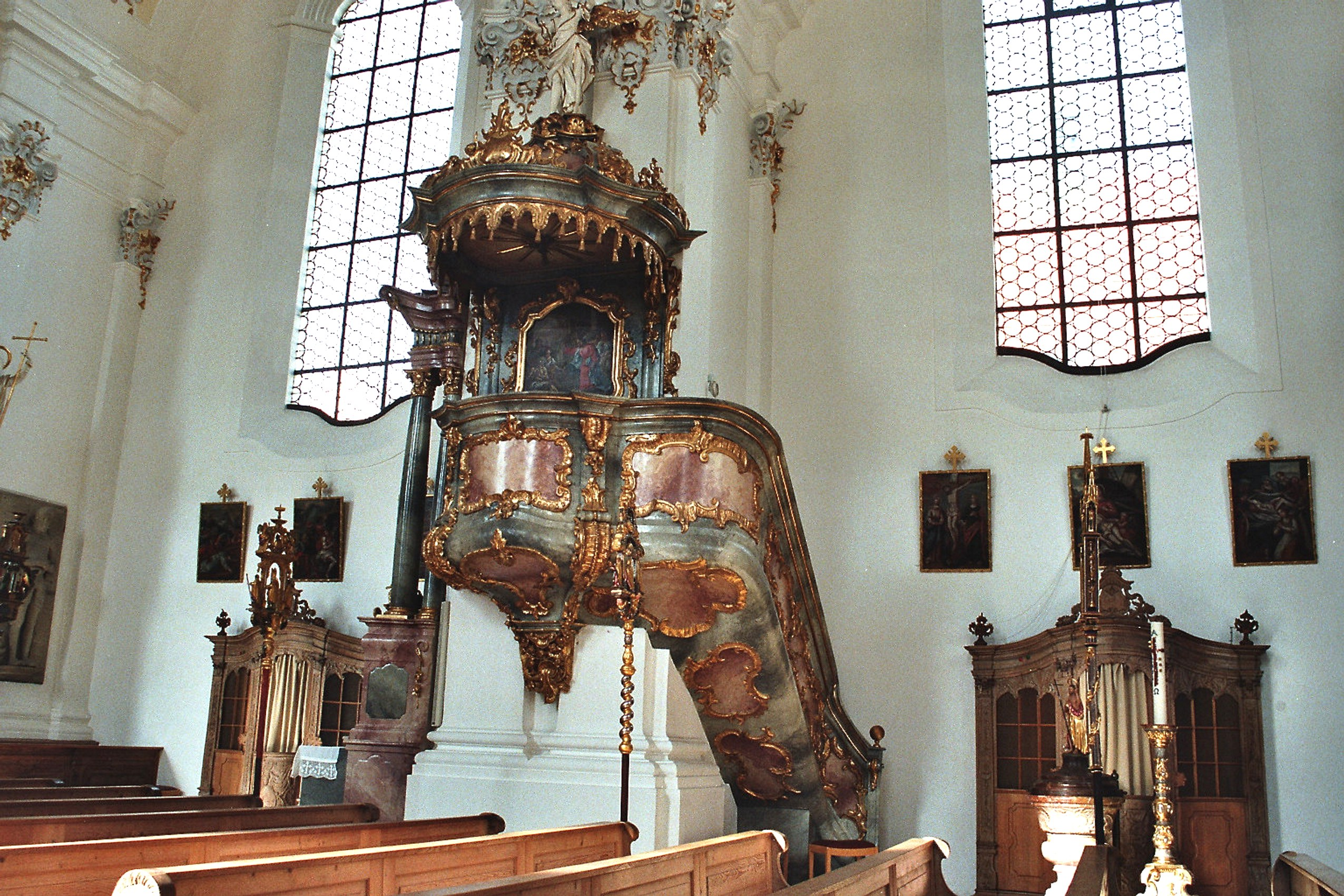
Kanzel

Die katholische Pfarrkirche Mariä Himmelfahrt ist eine ursprünglich gotische, barockisierte  Wandpfeilerkirche in Schongau im Landkreis Weilheim-Schongau in Oberbayern. Sie gehört zur Pfarreiengemeinschaft Schongau im Bistum Augsburg und prägt das Stadtbild von Schongau.

## Geschichte
Die Kirche Mariä Himmelfahrt ist die älteste Kirche der Stadt Schongau und wird in den Urkunden des Klosters Rottenbuch 1253 erstmals erwähnt. Das erste Kirchengebäude war vermutlich eine dreischiffige romanische Basilika des 13. Jahrhunderts, was aus Fundamentresten im nördlichen Bereich zu schließen ist. Die Ostteile wurden offenbar im 15. Jahrhundert neu errichtet; Reste dieser gotischen Anlage sind noch in Chor und Turm erhalten. Das Chorgewölbe wurde nach Einsturz des Turms 1667 neu errichtet. Das Langhaus wurde in den Jahren 1751–1753 neu erbaut, der Plan dazu wird dem Münchner Hofbaumeister Johann Baptist Gunetzrhainer zugeschrieben, die Ausführung wurde durch den Unterhofbaumeister Johann Bauer und den Maurermeister Lorenz Sappel überwacht. Die 1754 geweihte Kirche wurde außen 1973 und 1999–2002 im Innern unter Rekonstruktion der Originalfassung aus dem Jahr 1761 renoviert.

## Architektur
Die Kirche ist eine Wandpfeilerkirche mit einem etwas niedrigeren, eingezogenen, dreiseitig schließenden Chor. Der Turm mit achteckigem Oberteil und welscher Haube schließt sich an die Nordseite des Chores an. Der Chor und das Langhaus sind mit Tonnengewölben mit Stichkappen abgeschlossen, die Seitenkapellen mit Quertonnen. Die Wandgliederung erfolgt durch korinthisierende Pilaster mit kräftig profiliertem Gebälk. Die Stuckierung im Chor wurde 1748 durch den Erbauer der Wieskirche, Dominikus Zimmermann, im Langhaus 1753 durch Jakob Stiller aus Wessobrunn vorgenommen.
Die Deckengemälde wurden von Matthäus Günther geschaffen. Das Gemälde im Chor stellt Maria als Braut des Heiligen Geistes dar und wurde 1748 geschaffen. Auffallend ist die Darstellung des Heiligen Geists in Menschengestalt; eine Darstellung, die bereits 1745 durch Papst Benedikt XIV. verboten worden war. Im Deckengemälde des Langhauses von 1761 ist eine Marienkrönung dargestellt, darunter als typologisches Vorbild Esther vor Ahasver. Aus dem Herzen Mariens führt ein breiter Strahl zu einer allegorischen Darstellung der Stadt Schongau als Frauengestalt mit flammenden Herzen. An der Nordwand des Chores sind drei Gemälde des einheimischen Malers Franz Anton Wassermann aus dem Jahr 1757 zu finden, die den Tempelgang, die Verkündigung und die Heimsuchung Mariens zeigen. In das westliche Gemälde ist eine Uhr integriert, die vom Werk der Turmuhr angesteuert wird.

## Ausstattung
Der Hochaltar über ovalem Grundriss wurde in den Jahren 1758–1760 durch Franz Xaver Schmädl aus Weilheim in freier Variation eines Entwurfs von Franz Ignaz Günther geschaffen und zeigt eine plastische Darstellung der Himmelfahrt Mariens. Die Skulpturen wurden von Schmädl geschaffen, die zentrale Figur der Immaculata aus dem ersten Drittel des 17. Jahrhunderts wurde Bartholomäus Steinle zugeschrieben. Zu Füßen der Immaculata sind die Rosenkranzheiligen Dominikus und Katharina von Siena dargestellt, im Altarauszug die Heilige Dreifaltigkeit und über den seitlichen Durchgängen die Ritterheiligen Mauritius und Martin.
Die Skulpturen von Jesus, Mariens und der zwölf Apostel an den Chorwänden und dem westlichen Wandpfeilerpaar wurden 1698 von Johann Pöllandt geschaffen. Die Altarblätter der Seitenaltäre wurden von Franz Anton Wassermann um 1750 gemalt. An den Altären der nördlichen Seitenkapellen sind der heilige Antonius von Padua mit dem heiligen Michael im Auszug sowie die Heilige Sippe mit dem heiligen Georg im Auszug zu finden. An den entsprechenden Altären der südlichen Seitenkapellen finden sich der Heilige Wandel mit einer Darstellung des heiligen Vitus im Auszug und der heilige Sebastian mit dem heiligen Rochus im Auszug.
Aus dem 13. Jahrhundert ist ein Tischaltar erhalten, der seit 1997 auf der Chorstufe aufgestellt ist und vorher in der nicht mehr vorhandenen Friedhofskapelle St. Michael und später in der Gruft der Heiligkreuzkapelle stand. Gegenüber der Kanzel hängt ein spätgotischer Kruzifixus.
Über dem südlichen Weihwasserbecken ist der Grabstein des Dekans und Bauherrn der Kirche Johann Georg Jäncker († 1771) angebracht. Unter der Orgelempore finden sich Skulpturen der Heiligen Sylvester und Ulrich aus der Zeit um 1500 zu Seiten eines Ölgemäldes von Nikolaus Augner von 1811 mit einer Darstellung des heiligen Florian mit einer Ansicht der Stadt Schongau.

## Orgel

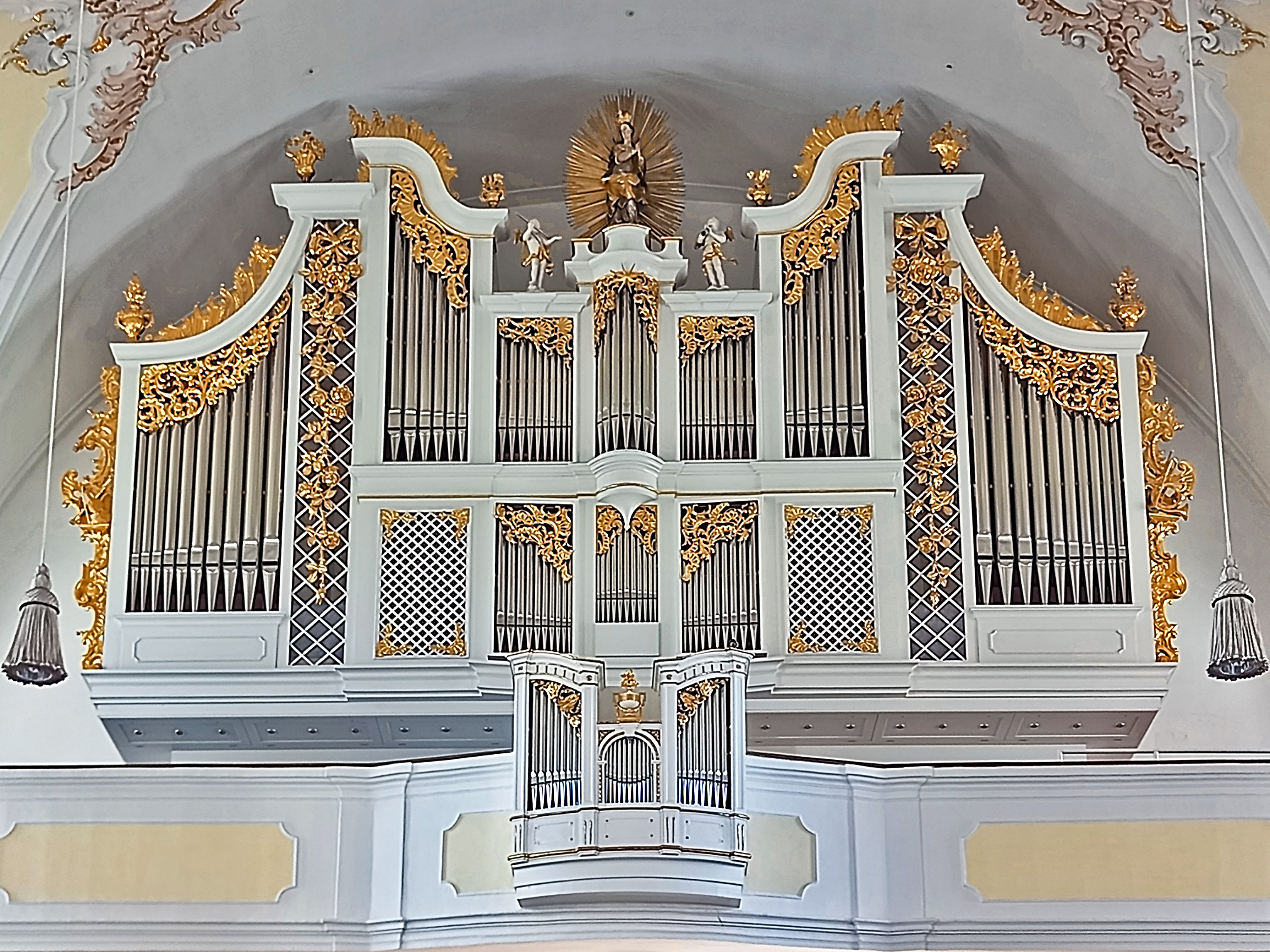
Orgel

Die Orgel in einem Prospekt mit spätbarocken Formen ist ein Werk der Firma Orgelbau Sandtner aus dem Jahr 2012 mit 43 Registern auf drei Manualen und Pedal.
| I Hauptwerk C–a3 |                  |        |
| 01.              | Bourdon          | 16'    |
| 02.              | Principal        | 08'    |
| 03.              | Copel            | 08'    |
| 04.              | Doppelflöte      | 08'    |
| 05.              | Viola da Gamba   | 08'    |
| 06.              | Octave           | 04'    |
| 07.              | Koppelflöte      | 04'    |
| 08.              | Quinte           | 02 ⁄3' |
| 09.              | Superoctave      | 02'    |
| 10.              | Cornet V (ab c0) | 08'    |
| 11.              | Mixtur IV        | 01 ⁄3' |
| 12.              | Trompete         | 08'    |

| II Rückpositiv C–a3 |                |        |
| 13.                 | Rohrgedeckt    | 08'    |
| 14.                 | Quintade       | 08'    |
| 15.                 | Praestant      | 04'    |
| 16.                 | Schwiegel      | 02'    |
| 17.                 | Sesquialter II | 02 ⁄3' |
| 18.                 | Larigot II     | 01 ⁄3' |
| 19.                 | Rankett        | 16'    |
| 20.                 | Cromorne       | 08'    |
|                     | Tremulant      |        |

| III Schwellwerk C–a3 |                      |         |
| 21.                  | Geigenprincipal      | 08'     |
| 22.                  | Harmonieflöte        | 08'     |
| 23.                  | Lieblich Gedeckt     | 08'     |
| 24.                  | Salicional           | 08'     |
| 25.                  | Vox Coelestis        | 08'     |
| 26.                  | Octave               | 04'     |
| 27.                  | Traversflöte         | 04'     |
| 28.                  | Nasard               | 02 ⁄3'  |
| 29.                  | Flautino             | 02'     |
| 30.                  | Terz                 | 01 3⁄5' |
| 31.                  | Mixtur IV            | 02'     |
| 32.                  | Fagott               | 16'     |
| 33.                  | Trompette Harmonique | 08'     |
| 34.                  | Oboe                 | 08'     |
| 35.                  | Vox Humana           | 08'     |
|                      | Tremulant            |         |

| Pedalwerk C–f1 |            |         |
| 36.            | Kontrabass | 16'     |
| 37.            | Subbass    | 16'     |
| 38.            | Quinte     | 10 2⁄3' |
| 39.            | Octavbass  | 08'     |
| 40.            | Flötbass   | 08'     |
| 41.            | Choralbass | 04'     |
| 42.            | Posaune    | 16'     |
| 43.            | Trompete   | 08'     |